# Michael Swango
Joseph Michael Swango (* 21. října 1954 Tacoma) je americký lékař a sériový vrah.
Je odhadováno, že se v letech 1978 až 1997 podílel na šesti desítkách smrtelných otrav svých pacientů a kolegů. Byl odsouzen na doživotí a svůj trest si odpykává ve věznici ADX Florence v americkém Coloradu.